# 視物顯小症
視物顯小症（英語：Micropsia）是一個會影響人類视知觉的情況，是空間感知障礙的一種，患者眼前的東西看起來會比實際體積小。視物顯小症可能要麽來自眼睛影像的光學扭曲（例如因眼鏡），要麽來自某種神經功能障礙。視物顯小症的情況可以來自比僅僅幻覺更多的因素。構成視物顯小症的因素可以包括外傷性腦損傷、角膜的腫脹、癲癇、偏頭痛、處方藥和使用毒品、視網膜水腫、老年黃斑變性、中浆病、腦病變、以及心理因素。
解離現象跟視物顯小症有關，並可能來自腦功能偏側騷亂。特定類型的視物顯小症包括hemimicropsia，是一種位於大腦其中一個半球並可來自腦病變的一種視物顯小症。相關視覺扭曲包括視物顯大症，是一種病徵相反、並相對沒那麼常見的病症；以及愛麗絲夢游仙境症，一種病症其情況可同時包括視物顯小症及視物顯大症。

## 外部連結
- Medical Dictionary: Micropsia（页面存档备份，存于）
- Top 10: Weirdest Diseases You've Never Heard Of（页面存档备份，存于）
- Web-Md: Migraines in Children（页面存档备份，存于）